# Bohuslav (huyện)
Huyện Bohuslav (tiếng Ukraina: Богуславський район, chuyển tự: Bohuslavs'kyi raion) là một huyện của tỉnh Kiev thuộc Ukraina. Huyện Bohuslav có diện tích 772 km², dân số theo điều tra dân số ngày 5 tháng 12 năm 2001 là 40602 người với mật độ 53 người/km2. Trung tâm huyện nằm ở Bohuslav.